# 1524 Joensuu
1524 Joensuu (1939 SB) là một tiểu hành tinh vành đai chính được phát hiện ngày 18 tháng 9 năm 1939 bởi Y. Vaisala ở Turku.